# 多明戈斯·奎納
多明戈斯·奎納（葡萄牙語：Domingos Quina，1999年11月18日—）是葡萄牙足球運動員，現效力於塞浦路斯甲組足球聯賽球隊帕福斯。主要司職正中場。儘管奎納在幾內亞比紹出生，由于他是前葡萄牙國家隊後衛塞繆爾·奎納的兒子，所以能够代表葡萄牙青年隊參加國際比賽。

## 球會生涯

### 韋斯咸
在賓菲加和車路士的青訓系統度過了一段時間後，奎納与阿仙奴签约，但是奎納決定在2016年5月加盟韋斯咸，并希望在2016年7月加入陣容並在2016年11月17歲生日時被簽下成為一名職業球員。他首次亮相，是於2016年7月28日歐洲聯賽中球队對陣當姆薩尼时，在第80分鐘替補米查爾·安東尼奧，並參加了第二回合比賽。這場在倫敦體育場舉行的首場比賽中，球隊以3-0獲勝。2016年10月3日，奎納在對李斯特城U23的賽事中，為U23在中線附近笠射得分時，這個進球使奎納得到廣受好評。
2016年11月，17歲的奎納與韋斯咸签署了他的第一份職業合同，合同允许他在球會参赛，直到2019年。同年，他在U23超級聯賽獲得兩項提名，包括十月的“本月最佳球員”，分别讚揚他在對陣阿斯頓維拉、米德爾斯堡和西布羅姆維奇时的表現。他在西漢姆U23的表現使天空體育將奎納描述為“神童”。

### 屈福特
2018年8月9日，奎納與屈福特簽署了一份為期四年的合同，費用未有公開，據信是100萬英鎊。他在8月29日的第二輪聯賽盃比賽中首次在屈福特队中亮相，作客雷丁。由於屈福特已經以1比0領先，奎纳又於30碼外窩利射入奠定2-0胜局，其命中率被稱為“精湛”。2018年12月4日，他作為球队對陣主场曼城时队中的替補球員，首次亮相英超聯賽，最後球队以比數2-1輸給主隊。2018年12月10日，他在下一場比賽中，第一次正選出賽，2-2客場戰平愛華頓。12月15日，在與卡迪夫城隊的比賽中，他成為在英超聯賽攻入首球的屈福特球員中最年轻的一位。

## 國際賽生涯
奎納因為在小時候就搬到葡萄牙，所以有资格代表葡萄牙參加U17，U18，U19和U20等級的比賽。他於2016年5月在葡萄牙贏得了歐洲17歲以下歐洲青少年錦標賽冠軍。2018年7月，他成為了U19隊的一員，贏得了歐洲19歲以下歐洲青少年錦標賽冠軍，在加時以4比3擊敗意大利U19隊。

## 生涯數據
最後更新：截至2019年4月2日比賽
| 球會      | 賽季     | 聯賽        | 聯賽 | 聯賽 | 足總盃 | 足總盃 | 聯賽盃 | 聯賽盃 | 歐洲 | 歐洲 | 其它 | 其它 | 總計 | 總計 |
| 球會      | 賽季     | 聯賽        | 出賽 | 進球 | 出賽   | 進球   | 出賽   | 進球   | 出賽 | 進球 | 出賽 | 進球 | 出賽 | 進球 |
| --------- | -------- | ----------- | ---- | ---- | ------ | ------ | ------ | ------ | ---- | ---- | ---- | ---- | ---- | ---- |
| 韋斯咸    | 2016–17  | 英超        | 0    | 0    | 0      | 0      | 0      | 0      | 2    | 0    | —    | —    | 2    | 0    |
| 韋斯咸    | 2017–18  | 英超        | 0    | 0    | 1      | 0      | 3      | 0      | —    | —    | —    | —    | 4    | 0    |
| 韋斯咸    | 總計     | 總計        | 0    | 0    | 1      | 0      | 3      | 0      | 2    | 0    | 0    | 0    | 6    | 0    |
| 韋斯咸U23 | 2016–17  | U23超級聯賽 | —    | —    | —      | —      | —      | —      | —    | —    | 1    | 0    | 1    | 0    |
| 韋斯咸U23 | 2017–18  | U23超級聯賽 | —    | —    | —      | —      | —      | —      | —    | —    | 4    | 0    | 4    | 0    |
| 韋斯咸U23 | 總計     | 總計        | —    | —    | —      | —      | —      | —      | —    | —    | 5    | 0    | 5    | 0    |
| 屈福特    | 2018–19  | 英超        | 8    | 1    | 3      | 0      | 2      | 1      | —    | —    | —    | —    | 13   | 2    |
| 生涯總計  | 生涯總計 | 生涯總計    | 8    | 1    | 4      | 0      | 5      | 1      | 2    | 0    | 5    | 0    | 24   | 2    |

1. ↑  在歐聯出賽
2. 1 2  在英格蘭足球聯賽錦標賽出賽

## 個人榮譽

### 國際
葡萄牙U17
- 歐洲U-17足球錦標賽：2016年

葡萄牙U19
- 歐洲U-19足球錦標賽：2018年[24]